# Nannosquilla dacostai
Nannosquilla dacostai is een bidsprinkhaankreeftensoort uit de familie van de Nannosquillidae. De wetenschappelijke naam van de soort is voor het eerst geldig gepubliceerd in 1970 door Manning.